# Liste des drivers MS-DOS
Il existe principalement trois drivers sous MS-DOS
- ANSI.SYS : permet l'interprétation des caractères d'échappement
- DRIVER.SYS : permet de configurer des lecteurs de disquettes ou de bandes exotiques
- RAMDRIVE.SYS (aussi appelé RAMDISK.SYS ou VDISK.SYS) : permet de créer des disques virtuels (c'est-à-dire qu'une partie de la mémoire vive est utilisée comme une disquette).

Il existe des exécutables qui peuvent être considérés comme des drivers :
- fastopen : permet d'accéder plus rapidement aux derniers fichiers ouverts
- keyb : permet de configurer les claviers non américains
- mode : permet de configurer des imprimantes
- mouse : permet de charger le pilote de la souris
- print : permet de créer une impression en arrière-plan (spooler)
- share : permet d'installer et de configurer un réseau